# Vivsta
Vivsta (äldre stavningar Vifsta, Wifsta) är en del av tätorten Timrå, Medelpad, och omfattar den centrala delen av tätorten. Före 1970 var Vivsta en egen tätort.
Vivsta utgörs av det tätbebyggda Timrå centrum med flera högre hus och kommunens främsta köpcentrum längs Köpmangatan. Här ligger även kommunhuset. Inom centrala Timrå ligger villaområdet Östrand samt Östrands massafabrik och Timrå kyrka. Här finns också områdena Mariedal, Tallbacken och Framnäs. Strax söder om kyrkan, vid Merlobäcken ligger kommungränsen till Sundsvalls kommun. Sydväst om centrum ligger villaområdena Edsgården, Mellerstbyn, Fröland, Timrådalen med Merlo slott samt Vävland. Väster om centrum ligger området Haga med Örnen. I nordväst finns ett industriområde med bland annat företaget Permobils huvudkontor. Norr om centrum ligger Ny-Vivsta och bruksorten Vivstavarv samt den västra delen av Tallnäs.

## Historia

### Befolkningsutveckling
| Befolkningsutvecklingen i Vivsta 1960–1965           | Befolkningsutvecklingen i Vivsta 1960–1965 | Befolkningsutvecklingen i Vivsta 1960–1965 | Befolkningsutvecklingen i Vivsta 1960–1965 | Befolkningsutvecklingen i Vivsta 1960–1965 |
| ---------------------------------------------------- | ------------------------------------------ | ------------------------------------------ | ------------------------------------------ | ------------------------------------------ |
|                                                      |                                            |                                            |                                            |                                            |
| År                                                   |                                            |                                            | Folkmängd                                  |                                            |
| 1960                                                 | 1960                                       |                                            | 5 449                                      |                                            |
| 1965                                                 | 1965                                       |                                            | 6 136                                      |                                            |
| Anm.: Sammanvuxen med Sörberge 1970, nytt namn Timrå |                                            |                                            |                                            |                                            |